# Marcos Ayerza
Marcos Ayerza (* 12. ledna 1983 Buenos Aires) je bývalý argentinský ragbista, který hrál na pozici pilíře. Kvůli jeho vášni a agresivitě dostal přezdívku Býk.
Na klubové úrovni hrál za argentinský tým Newman (2002–2006) a zbytek kariéry v Anglii profesionálně za Leicester Tigers (2006 – 2017). Stal se čtyřnásobným vítězem anglické ligy (2007, 2009, 2010, 2013) a dvakrát vyhrál Anglo-Velšský pohár v letech 2007 a 2016. Za Leicester Tigers odehrál 246 zápasů a položil 8 pětek. Kariéru ukončil kvůli zranění zad.
Za argentinskou reprezentaci odehrál 66 zápasů a položil 1 pětku (2004–2015). Získal s ní 3. místo na MS 2007. Byl vybrán do nejlepší sestavy MS 2015.